# 乌尔里希·利博尔
乌尔里希·利博尔（德語：Ullrich Libor，1940年3月27日—），德国男子帆船运动员。他曾代表西德参加1968年和1972年夏季奥林匹克运动会帆船比赛，获得一枚银牌和一枚铜牌。